# Tsao Chia-yi
Dans ce nom chinois, le nom de famille, Tsao, précède le nom personnel.
Tsao Chia-yi, née le 2 décembre 2003 est une joueuse taïwanaise de tennis. 

## Carrière professionnelle
Tsao Chia-yi débute sur le circuit WTA en 2023 en double lors du tournoi de Hong Kong.
Elle parvient, dès ce 1er tournoi sur le circuit principal, à remporter le titre avec sa partenaire chinoise Tang Qianhui,.

## Palmarès

### Titre en double dames
| No | Date       | Nom et lieu du tournoi                     | Catégorie | Dotation  | Surface    | Partenaire   | Finalistes                                | Score            |          |
| -- | ---------- | ------------------------------------------ | --------- | --------- | ---------- | ------------ | ----------------------------------------- | ---------------- | -------- |
| 1  | 09-10-2023 | Prudential Hong Kong tennis Open Hong Kong | WTA 250   | 259 303 $ | Dur (ext.) | Tang Qianhui | Oksana Kalashnikova Aliaksandra Sasnovich | 7-5, 1-6, [11-9] | Parcours |

### Titre en double en WTA 125
| No | Date       | Nom et lieu du tournoi | Catégorie | Dotation  | Surface      | Partenaire         | Finalistes              | Score    |          |
| -- | ---------- | ---------------------- | --------- | --------- | ------------ | ------------------ | ----------------------- | -------- | -------- |
| 1  | 08-07-2024 | Nordea Open Båstad     | WTA 125   | 115 000 $ | Terre (ext.) | Peangtarn Plipuech | María Carlé Julia Riera | 7-5, 6-3 | Parcours |

## Parcours en Grand Chelem

### En simple dames
N'a jamais participé à un tableau final.

### En double dames
| Année | Open d'Australie            | Open d'Australie            | Internationaux de France | Internationaux de France | Wimbledon | Wimbledon | US Open | US Open |
| ----- | --------------------------- | --------------------------- | ------------------------ | ------------------------ | --------- | --------- | ------- | ------- |
| 2025  | 1er tour (1/32) P. Plipuech | V. Kudermetova E. Shibahara |                          |                          |           |           |         |         |

N.B. : le nom de la partenaire se trouve sous le résultat ; le nom des ultimes adversaires se trouve à droite.

## Parcours aux Jeux olympiques

### En double dames
| # | Date       | Nom de l'olympiade         | Surface             | Résultat      | Partenaire   | Ultimes adversaires            | Score             |          |
| - | ---------- | -------------------------- | ------------------- | ------------- | ------------ | ------------------------------ | ----------------- | -------- |
| 1 | 27/07/2024 | Olympic Tennis Event Paris | Terre battue (ext.) | 1/4 de finale | Hsieh Su-wei | Karolína Muchová Linda Nosková | 1-6, 6-4, [14-12] | Parcours |

## Classements WTA en fin de saison
| Année          | 2022 | 2023 | 2024 |
| Rang en simple | 1000 | 481  | 718  |
| Rang en double | 639  | 178  | 155  |

Source : (en) Classements de Tsao Chia-yi sur le site officiel de la Fédération internationale de tennis